# Mirta Wons
Pour les articles homonymes, voir Mirta et Wons.
 (mai 2022).
Si vous disposez d'ouvrages ou d'articles de référence ou si vous connaissez des sites web de qualité traitant du thème abordé ici, merci de compléter l'article en donnant les références utiles à sa vérifiabilité et en les liant à la section « Notes et références ».
Mirta Wons, née le 12 mars 1965 à Buenos Aires, est une actrice de cinéma, de télévision et de théâtre argentine. Elle est surtout connue pour avoir joué de 2012 à 2015 le rôle d’Olga dans la série télévisée argentine Violetta produite par Disney Channel.

## Biographie
Ses grands-parents sont des polonais juifs qui ont fui la Pologne envahie par les nazis. 
Elle a commencé des cours de théâtre avec Hugo Midón (1944-2011).
Tout en travaillant au ministère de l'Action sociale de la province de Buenos Aires, elle commence à recevoir des propositions pour des publicités télévisuelles. 
En 1997, à 32 ans, elle rejoint la troupe de Stan et Oliver. 

## Filmographie

### Cinéma
- 1999 : L'amateur
- 2001 : Tre moglie
- 2002 : Alejandro Chomski (Documentaire), avec Jim Jarmusch, Emir Kusturica, Julie Delpy, Ben Gazzara et Charly García.
- 2003 : Vivre en essayant
- 2006 : L'écart
- 2008 : Gigantes de Valdés d'Alex Tossenberger
- 2009 : Il richiamo, film italien avec Hilda Bernard, Lola Berthet, César Bordón, Julieta Cardinali, Arturo Goetz et Guillermo Pfening.
- 2009 : Puzzle
- 2009 : Lucky Luke, film français avec Jean Dujardin
- 2010 : Plumíferos, aventures de vol

### Télévision
- 1998 : Hélas, la puissance et la passion (série) : Marta
- 1999 : Triplets, dit la sage - femme! (série) : Sabrina Mastronardi
- 1999 : Cabecita (telenovela)
- 2000 : Fin Durée
- 2001 : El sodero de mi vida : Titi
- 2002 : Applaudissements pour le gril (série)
- 2002-2003 : Son amores : Zully
- 2003 : Rebelde Way (série télévisée) : Monica
- 2003 : Malandras (série)
- 2004 : Floricienta (série) : Beba Torres-Oviedo.
- 2004 : No hay 2 sin 3
- 2005 : Amor en custodia (série) : Nora Vilcapugio
- 2006 : Cantando por un sueño
- 2006 : El tiempo no para
- 2006 : Marié avec des enfants
- 2008 : Vidas robadas (telenovela)
- 2008 : Odyssey 2007
- 2009 : Chaperons (mini-série), avec Jorge Marrale, Pablo Rago, Fabián Gianola et Nicolás Pauls
- 2011 : Une année mémorable (série)
- 2012 : Prise de vue dans la bibliothèque (téléfilm)
- 2012-2013 : Dulce amor (telenovela) : Irina
- 2012-2015 : Violetta (série) : Olga Peña
- 2014 : Angie e le Ricette di Violetta (show de cuisine pour Disney Channel Italie) avec Olga Peña.
- 2016 : Soy Luna (série) : Olga

## Théâtre
- 1997-1998 : Stan et Oliver, de Hugo Midón
- 1997 : Neuf : prostituée Saraghina
- 1999 : Le Long Voyage vers la nuit d'Eugene O’Neill avec Norma Aleandro, Alfredo Alcón, Fernán Mirás et Oscar Ferrigno
- 2002 : Gypsy Lune , avec Roly Serrano et Silvina Bosco ; au Teatro del Nudo.
- 2005 : Rita, le Wild avec Lidia Catalano, Martín Slipak, Emilio Bardi, Héctor Malamud et Esteban Meloni (dans le théâtre Maipo et Circle Theatre).
- 2006 : Rosa Fontana Coiffeur écrit par Roberto Fontanarrosa, réalisé par Lía Jelín avec Patricia Etchegoyen, Zulma Faiad, María José Gabin et Marta Paccamici (dans le théâtre de Broadway).
- 2009 : Confessions de femmes 30
- 2011 : La Mélodie du bonheur (comédie musicale) (dans le théâtre de l'Opéra).
- 2011 : Les femmes et les bouteilles avec Carolina Papaleo et Millie Stegman à Tabaris (Buenos Aires).
- 2011 : Moi et mon Chanteur, actrice et co-auteur de l'œuvre avec Erika Halvorsen, dirigé par Carlos Kaspar (dans le théâtre Nito Artaza)

## Distinctions
- 1997-1998 : ACE Award comme "Révélation féminine" pour sa performance dans Nine .
- 1998 : nommé pour les prix Trinidad Guevara comme "révélation féminine" pour sa performance dans Nine
- 1999 : Argent Condor Award comme «espoir féminin» par l'amateur .